# Суперсерия 1982/1983
Суперсерия 1982—1983 — турне хоккейной сборной клубов СССР по Северной Америке. Руководили сборной Виктор Тихонов и Владимир Юрзинов.

## Статистика
| 28 декабря 1982 | \| Эдмонтон Ойлерс \| 4 : 3 (1:0, 1:1, 2:2) \| Сборная клубов СССР \| \| 10:28 1-0 Андерсон (Мессье, Грегг) 30:24 2-0 Гретцки (Андерсон, Мессье, бол.) 49 3-2 Мессье (Андерсон, Ларивьер) 52 4-2 Гретцки (Коффи, бол.) \| Голы \| 34 2-1 Капустин (Билялетдинов, Шалимов) 47 2-2 Кожевников (Жлуктов, Гимаев) 55 4-3 Шепелев (Шалимов, Капустин) \| | Эдмонтон, Нортлэндс Колизеум Зрителей: 17498 Судья: ван Хеллемонд (НХЛ), Нокс (НХЛ), Миттон (НХЛ)              |
| Составы: Эдмонтон Ойлерс (4 шт.м.): Муг (№ 35); Коффи (№ 7) — Хадди (№ 22), Грегг (№ 21) — Джексон (2) (№ 29), Ларивьер (№ 6) — К. Лоу (№ 4); Гретцки-к (№ 99) — Семенко (2) (№ 27) — Курри (№ 17), Мессье (№ 11) — Андерсон (№ 9) — Хэбшайд (№ 23), Поузар (№ 10) — Бошмэн (№ 14) — Ламли (№ 20), Линсмэн (№ 13) — Хантер (№ 12) — Хьюз (№ 16). Запасной вратарь: Фюр (№ 31). Тренер: Глен Сатер. Сборная клубов СССР (6): Мышкин (№ 1); Фетисов-к (№ 2) — Касатонов (4) (№ 7), Билялетдинов (№ 14) — Первухин (2) (№ 5), С.Гимаев (№ 12) — Бабинов (№ 4); Крутов (№ 9) — Ларионов (№ 11) — Мальцев (№ 10), Герасимов (№ 30) — Быков (№ 27) — Васильев (№ 6), Капустин (№ 8) — Шепелев (№ 21) — Шалимов (№ 23), Скворцов (№ 26) — Жлуктов (№ 22) — Кожевников (№ 29). Запасной вратарь: Третьяк (№ 20). Примечание: Броски по воротам: 17+6+9=32 — 6+12+17=35 | | |
| Эдмонтон Ойлерс | 4 : 3 (1:0, 1:1, 2:2) | Сборная клубов СССР                                                                                            |
| 10:28 1-0 Андерсон (Мессье, Грегг) 30:24 2-0 Гретцки (Андерсон, Мессье, бол.) 49 3-2 Мессье (Андерсон, Ларивьер) 52 4-2 Гретцки (Коффи, бол.) | Голы | 34 2-1 Капустин (Билялетдинов, Шалимов) 47 2-2 Кожевников (Жлуктов, Гимаев) 55 4-3 Шепелев (Шалимов, Капустин) |

После матча с «Эдмонтон Ойлерс» в Москву отправлен Мальцев, получивший серьёзную травму в игре.
| 30 декабря 1982 | \| Квебек Нордикс \| 0 : 3 (0:2, 0:0, 0:1) \| Сборная клубов СССР \| \| \| Голы \| 16:30 0-1 Капустин (Шалимов, Шепелев) 18:23 0-2 Ларионов (Крутов, Тюменев) 46:56 0-3 Тюменев (Ларионов, Крутов, бол.) \| | Квебек-сити, Квебек Колизеум Зрителей: 15176 Судья: Викс (НХЛ), Норрис (НХЛ), Скапинелло (НХЛ)                        |
| Составы: Квебек Нордикс (36 шт.м.): Бушар (№ 35); Рошфор (6) (№ 5) — Уэсли (2) (№ 25), Моллер (2) (№ 21) — Хэмел (№ 4), Уэйр (2+10)(№ 2) — Дюпон (к) (4) (№ 28), Маруа (№ 22); Гуле (2) (№ 16) — Тардифф (№ 8) — Пэйман (2) (№ 27), М.Штясны (№ 18) — Пиче (№ 29) — Д.Хантер (4) (№ 32), П.Обри (№ 14) — Котэ (№ 19) — Клутье (№ 9), А.Штясны (№ 20), П.Гиллис (№ 33). Запасной вратарь: Гаррет (№ 1). Командный штраф - 2 мин. Тренер: Мишель Бержерон. Сборная клубов СССР (8): Третьяк; Фетисов (2) — Касатонов, Билялетдинов — Первухин, Вожаков (№ 18) — Бабинов (2), Зубков (№ 3) — Стариков (№ 19); Крутов — Ларионов — Тюменев (№ 28), Светлов (№ 15) — Семенов (2) (№ 31) — Кожевников, Капустин — Шепелев — Шалимов, Скворцов (2) — Жлуктов — Варнаков (№ 10). Запасной вратарь: Мышкин. Примечания: 1. Защитник Маруа в столкновении с Тюменевым на 15-й секунде сломал правую ногу и на площадке более не появлялся. 2. Защитник Хэмел на 54-й минуте (53:03) травмирован шайбой после сильного броска Капустина, на площадке также более не появлялся. Броски по воротам: 14+3+3=20 — 14+9+13=36 | | |
| Квебек Нордикс | 0 : 3 (0:2, 0:0, 0:1) | Сборная клубов СССР                                                                                                   |
| | Голы | 16:30 0-1 Капустин (Шалимов, Шепелев) 18:23 0-2 Ларионов (Крутов, Тюменев) 46:56 0-3 Тюменев (Ларионов, Крутов, бол.) |

После матча выяснилось, что серьёзной оказалась и травма колена у Кожевникова, из-за которой он пропустил несколько игр.
| 31 декабря 1982 | \| Монреаль Канадиенс \| 0 : 5 (0:0, 0:1, 0:4) \| Сборная клубов СССР \| \| \| Голы \| 26 0-1 Васильев (Первухин) 41 0-2 Крутов 46 0-3 Шепелев (Капустин, Шалимов) 56 0-4 Васильев (Герасимов, Быков) 58 0-5 Фетисов (Крутов, Тюменев) \| | Монреаль, Форум Зрителей: 17697 Судья: У.Харрис (НХЛ), Готье (НХЛ), Бонни (НХЛ)                                                                 |
| Составы: Монреаль Канадиенс (8 шт.м.): Севиньи (№ 33); Робинсон (№ 19) — Грин (№ 5), Пикар (2) (№ 24) — Людвиг (2) (№ 17), Делорм (№ 27) — Рут (№ 18); Гейни-к (2) (№ 23) — Напьер (№ 31) — Эктон (2) (№ 12), Трамбле (№ 14) — Нэслунд (№ 26) — Шатт (№ 22), Викенхайзер (№ 25) — Уолтер (№ 11) — Лефлер (№ 10), Карбонно (№ 21) — Нилан (№ 30) — Оул (№ 15). Запасной вратарь: Уомсли (№ 32). Заявлены, но не вышли на площадку: Д.Шабо (№ 38), Нэтресс (№ 3). Тренер: Боб Берри. Сборная клубов СССР (8): Третьяк; Фетисов-к (2) — Касатонов (2), Билялетдинов — Первухин (2), Вожаков — Бабинов, Зубков — Стариков (2); Крутов — Ларионов — Тюменев, Герасимов — Быков — Васильев, Капустин — Шепелев — Шалимов, Скворцов — Жлуктов — Варнаков. Запасной вратарь: Мышкин. Примечание: Броски по воротам: 10+11+9=30 — 8+12+17=37 | | |
| Монреаль Канадиенс | 0 : 5 (0:0, 0:1, 0:4) | Сборная клубов СССР |
| | Голы | 26 0-1 Васильев (Первухин) 41 0-2 Крутов 46 0-3 Шепелев (Капустин, Шалимов) 56 0-4 Васильев (Герасимов, Быков) 58 0-5 Фетисов (Крутов, Тюменев) |

| 2 января 1983 | \| Калгари Флеймз \| 3 : 2 (1:0, 2:1, 0:1) \| Сборная клубов СССР \| \| 16 1-0 Нильссон (Макдональд, Рейнхарт, бол.) 21 2-0 Бриджмен (Шуинар, бол.) 33 3-1 Макдональд (Шуинар, Бриджмен, бол.) \| Голы \| 28 2-1 Ларионов (Капустин, Касатонов, бол.) 46 3-2 Крутов (Фетисов, Касатонов, бол.) \| | Калгари, Стэмпед Корал Зрителей: 7242 Судья: Льюис (НХЛ), Бозак (НХЛ), Лэнгдон (НХЛ) |
| Составы: Калгари Флеймз (8 шт.м.): Эдвардс (№ 1) (Лемелин (№ 31), 41:00); Рассел-к (2) (№ 5) — Элоранта (№ 20), Конройд (№ 3) — Рейнхарт (№ 23), Бурже (№ 2) — Данн (№ 6), Райсбро (2) (№ 8) — Шуинар (№ 7) — Макдональд (№ 9), Лавалье (№ 15) — К.Нильссон (№ 14) — Риу (№ 32), Хиндмарш (№ 18) — Бриджмен (2) (№ 26) — Хислоп (№ 17), Мокосак (2) (№ 10) — Пеплински (№ 24) — Джексон (№ 16). Заявлены, но не вышли на площадку: Кристофф, Т.Хантер. Тренер: Боб Джонсон. Сборная клубов СССР (18): Мышкин; Фетисов-к (2) — Касатонов, Билялетдинов — Первухин (2), Вожаков — Бабинов, С.Гимаев (10) — Стариков; Крутов — Ларионов — Тюменев, Герасимов (2) — Быков — Васильев, Капустин (2) — Шепелев — Шалимов, Скворцов — Семенов — Светлов. Запасной вратарь: Третьяк. Примечания: Гимаев отбывал дисциплинарный штраф за несогласие тренерского штаба сборной СССР с действиями арбитра (последний пропустил задержку со стороны Пеплински прохода по флангу Васильева). Броски по воротам: 6+9+6=21 — 11+7+11=29 | |                                                                                      |
| Калгари Флеймз | 3 : 2 (1:0, 2:1, 0:1) | Сборная клубов СССР                                                                  |
| 16 1-0 Нильссон (Макдональд, Рейнхарт, бол.) 21 2-0 Бриджмен (Шуинар, бол.) 33 3-1 Макдональд (Шуинар, Бриджмен, бол.) | Голы | 28 2-1 Ларионов (Капустин, Касатонов, бол.) 46 3-2 Крутов (Фетисов, Касатонов, бол.) |

| 4 января 1983 | \| Миннесота Норт Старз \| 3 : 6 (1:0, 1:5, 1:1) \| Сборная клубов СССР \| \| 12:18 1-0 Сиссарелли (Бротен, Маккарти) 35:24 2-2 Фрист (Плетт, Ивз) 49:20 3-5 Маккарти (Робертс, Сиссарелли, бол.) \| Голы \| 26:35 1-1 Скворцов (Бабинов, Жлуктов[1]) 32:40 1-2 Крутов (Тюменев, Фетисов, бол.) 36:07 2-3 Тюменев (Касатонов) 37:11 2-4 Стариков (Кожевников, Васильев) 39:51 2-5 Крутов (Ларионов) 57:29 3-6 Ларионов \| | Миннесота, Метрополитан Спортс Сентер Зрителей: 14113 Судья: Майерс (НХЛ), Коллинз (НХЛ), Лютер (НХЛ)                                                                                                  |
| Составы: Миннесота Норт Старз (18 шт.м.): М.Матссон (№ 1) (Бопре (№ 33), 41:00); Джайл (№ 2) — Г.Робертс (2) (№ 10), Фрист (№ 31) — Брайан Максвелл (2) (№ 5), Хартсбург-к (4) (№ 4) — Мэндич (6) (№ 32); Сиссарелли (2) (№ 20) — Бротен (№ 7) — Маккарти (№ 11), Макэдэм (№ 25) — Ивс (№ 18) — Плетт (№ 24), Янг (2) (№ 17) — Фергюсон (№ 21) — Дуглас (№ 14), Б.Смит (№ 15) — Беллоуз (№ 23) — Пейн (№ 26). Тренер: Глен Сонмор. Сборная клубов СССР (14): Третьяк; Фетисов-к (4) — Касатонов (2), Билялетдинов — Первухин, Вожаков — Бабинов (2), Зубков — Стариков; Крутов — Ларионов — Тюменев, Кожевников — Быков — Васильев, Капустин (6) — Шепелев — Шалимов, Скворцов — Жлуктов — Варнаков. Запасной вратарь: Мышкин. Примечания: Броски по воротам: 7+8+13=28 — 8+12+11=31 | | |
| Миннесота Норт Старз | 3 : 6 (1:0, 1:5, 1:1) | Сборная клубов СССР |
| 12:18 1-0 Сиссарелли (Бротен, Маккарти) 35:24 2-2 Фрист (Плетт, Ивз) 49:20 3-5 Маккарти (Робертс, Сиссарелли, бол.) | Голы | 26:35 1-1 Скворцов (Бабинов, Жлуктов) 32:40 1-2 Крутов (Тюменев, Фетисов, бол.) 36:07 2-3 Тюменев (Касатонов) 37:11 2-4 Стариков (Кожевников, Васильев) 39:51 2-5 Крутов (Ларионов) 57:29 3-6 Ларионов |

| 6 января 1983 | \| Филадельфия Флайерс \| 1 : 5 (0:2, 1:2, 0:1) \| Сборная клубов СССР \| \| 36:04 1-3 Хоу (Ситтлер, Дворжак, бол.) \| Голы \| 12:49 0-1 Васильев (Быков) 15:30 0-2 Крутов (Фетисов, Тюменев) 30 0-3 Ларионов (Фетисов, Тюменев, бол.) 37:30 1-4 Варнаков (Вожаков, Жлуктов) 45:16 1-5 Семенов (Светлов, Шепелев) \| | Филадельфия, Спектрум Зрителей: 17147 Судья: Худ (НХЛ), Финн (НХЛ), Стикл (НХЛ) |
| Составы: Филадельфия Флайерс (6 шт.м.): Линдберг (№ 31); Маккримонн (№ 10) — Марк Хоу (№ 2), Дворжак (№ 9) — Уилсон (№ 3), Кокрейн (№ 29) — Хоффмейер (№ 24); Кларк-к (2) (№ 16) — Ситтлер (№ 27) — Холмгрен (2) (№ 17), Марк Тэйлор (№ 15) — Синисало (2) (№ 23) — Пэддокк (№ 32), Барбер (№ 7) — Горенс (№ 22) — Эванс (№ 25), Кэрсон (№ 18) — Эллисон (№ 19) — Пропп (№ 26). Тренер: Боб Макэммон. Сборная клубов СССР (10): Третьяк (2); Фетисов-к — Касатонов, Билялетдинов — Первухин (2), Вожаков — Бабинов (2), Зубков — Стариков; Крутов (2) — Ларионов — Тюменев, Кожевников — Быков — Васильев (2), Светлов — Шепелев — Семенов, Скворцов — Жлуктов — Варнаков. Запасной вратарь: Мышкин. Примечания: Броски по воротам: 8+14+11=33 — 10+8+7=25 | | |
| Филадельфия Флайерс | 1 : 5 (0:2, 1:2, 0:1) | Сборная клубов СССР |
| 36:04 1-3 Хоу (Ситтлер, Дворжак, бол.) | Голы | 12:49 0-1 Васильев (Быков) 15:30 0-2 Крутов (Фетисов, Тюменев) 30 0-3 Ларионов (Фетисов, Тюменев, бол.) 37:30 1-4 Варнаков (Вожаков, Жлуктов) 45:16 1-5 Семенов (Светлов, Шепелев) |

## Показатели сборной клубов СССР
6 игр — В.Крутов (5+3, 2), И.Ларионов (4+2), В.Фетисов (1+4, 10), С.Шепелев (2+2), А.Касатонов (0+3, 8), А.Скворцов (1+0, 2), В.Первухин (0+1, 8), С.Бабинов (0+1, 6), 3.Билялетдинов (0+1);
5 игр — С.Капустин (2+3, 8), М.Васильев (3+1, 2), В.Шалимов (0+4), В.Жлуктов (0+3), В.Быков (0+2), С.Стариков (1+0, 2), Ю.Вожаков (0+1);
4 игры — В.Тюменев (2+5), А.Кожевников (1+1), М.Варнаков (1+0), В.Третьяк (4п, 2), В.Зубков;
3 игры — А.Семенов (1+0, 2), А.Герасимов (0+1, 2), С.Светлов (0+1);
2 игры — С.Гимаев (0+1, 10), В.Мышкин (7п);
1 игра — А. Мальцев.